# Ибн Муджахид
Абу Бакр Ахмад ибн Муса аль-Аташи (араб. أبو بكر أحمد بن موسى العطشي‎), известный как Ибн Муджахид (араб. ابن مجاهد‎; 859/860, Багдад — 936, там же) — исламский учёный-богослов, наиболее известен работой над установлением и разграничением семи канонических чтений Корана (кира’ат) в его работе Китаб ас-саб‘а фи-ль-кира’ат. Он также был известен тем, что предъявил обвинение в еретическом толковании Корана, которое вновь открыло суд над Мансуром аль-Халладжем, что в конечном итоге привело к его казни по приказу аббасидского халифа аль-Муктадира.

## Биография
Его полное имя: Абу Бакр Ахмад ибн Муса ибн аль-Аббас ибн Муджахид аль-Багдади ат-Тамими аль-Аташи аль-Мукри. Родился в 859/860 году (245 г. хиджры) в Багдаде, где он изучал хадисы и Коран. Последнему он научился у Мухаммада ибн Ахмада ад-Даджуни и Кунбуля, которые были передатчиками более поздних канонических чтений. Неизвестно, к какой правовой школе относился Ибн Муджахид, хотя известно, что он выражал восхищение шафиитским мазхабом. Он стал известным специалистом по чтению Корана (размер его учебного кружка составляет от 84 до 300 студентов) и помогал аббасидскому визирю Али ибн Исе ибн аль-Джарре написать комментарий к тексту.. Умер 13 июля 936 года (20 шабан 324 г. хиджры).

## Канонизация коранических чтений
В своей книге «Китаб ас-саб‘а фи-ль-кираат» Ибн Муджахид устанавливает семь чтений Корана, которые позже будут известны как «семь канонических кираатов». Трое чтецов были родом из Куфы, а остальные были из Мекки, Медины, Дамаска и Басры — центров раннего исламского образования.
Выбранными им чтецами были:
- Мединский чтец Нафи аль-Мадани,
- Мекканский чтец Ибн Касир аль-Макки,
- Дамасский чтец Ибн Амир аль-Яхсуби,
- Басрийский чтец Абу Амр ибн аль-Аля,
- Куфийские чтецы: Али аль-Кисаи, Хамза аз-Зайят и Асим ибн Аби ан-Наджуд.

Неизвестно, почему были выбраны три чтеца из Куфы. Согласно ас-Суюти, некий Ибн Джубайр аль-Макки составил список из пяти чтений, каждое из которых относилось к городу, куда халиф Усман ибн Аффан прислал канонические списки Корана. Ибн Муджахид подражал Ибн Джубайру, включив пять чтений и добавив два из Куфы, чтобы заменить кодексы, отправленные в Йемен и Бахрейн, о которых ничего не было слышно с тех пор, как они были отправлены. Ясин Даттон предполагает, что Ибн Муджахиду было трудно выбрать только одного чтеца из-за его знакомства с городом, отсюда и включение трёх чтецов из трёх разных поколений.
Также неизвестно, почему Ибн Муджахид исключил другие доступные кирааты; более поздние учёные включили в свои списки десять и четырнадцать чтений. Западные учёные предположили, что семь чтений были выбраны на основе хадисов, в которых говорится, что Коран был ниспослан в семи харфах. Этот выбор вызвал критику со стороны более поздних мусульманских учёных, которые отметили, что он вызвал путаницу между харфами и каноническими чтениями (кираатами)

## Взгляды
Встав на сторону традиционалистов, а не грамматиков, Ибн Муджахид был обеспокоен чтецами Корана, которые читали грамматически правильные варианты текста, не имевшие прецедента в ранее переданных чтениях. Он участвовал в судебном преследовании чтецов-грамматиков, которые настаивали на этом, особенно Ибн Микдада и Ибн Шаннабуза.
Он также предостерёг от заучивания Корана без знания арабской грамматики, предупредив, что это может повредить способности чтеца запоминать коранические аяты. Тогда чтец будет склонен повторять грамматически неправильные конструкции, которые будут ложно приписаны их учителям.